# Dinosapien
Dinosapien är ett barnprogram som ursprungligen kom ifrån Storbritannien/Kanada, 2007. Serien sändes i Sverige första gången i sommarlovsprogrammet; Sommarlov 09, 2009, och senare även på Barnkanalen.

## Skådespelare
- Brittney Wilson - Lauren Slayton
- Bronson Pelletier - Kit Whitefeather
- MacKenzie Porter - Courtney
- Jeffrey Watson - Chris Langhorn
- Suzanna Hamilton - Dr. Hilary Slayton
- James Coombes - Dr. Clive Aikens
- Alexandra Gingras - Danny Ort
- Brendan Meyer - Nelson Ort
- Dean Manywounds - Ten Bears